# Xã Clark, Quận Coshocton, Ohio
Xã Clark (tiếng Anh: Clark Township) là một xã thuộc quận Coshocton, tiểu bang Ohio, Hoa Kỳ. Năm 2010, dân số của xã này là 586 người.